# Sebastián Edwards Figueroa
Sebastián Edwards Figueroa, (Santiago, 16 de agosto de 1953) es un economista, consultor internacional y escritor chileno. Radicado en Estados Unidos, país del que también es ciudadano, escribe sus novelas en español y, generalmente, sus libros de economía en inglés.

## Primeros años de vida
Hijo de Hernán Edwards Cruchaga y Magdalena Figueroa Yáñez, es tataranieto de Santiago Edwards Ossandón, hijo, a su vez, del fundador de la Familia Edwards, George Edwards Brown. Nieto de Gabriela Yáñez, fundadora del Colegio La Maisonnette. Y, siendo bisnieto de Eliodoro Yáñez, político liberal fundador del diario La Nación de la capital chilena, y de Benjamín Edwards Garriga.
Sus primeros años de educación los hizo en el Colegio La Maisonnette, siendo así mixto por unos años, donde su abuela era la fundadora.
Entre 1971 y 1973, estudió en la Universidad de Chile. En 1975 se tituló de ingeniero comercial en la Universidad Católica y continuó sus estudios en la Universidad de Chicago (Estados Unidos), donde obtuvo los grados de M.A. (1978) y Ph. D. (1981).
Contrajo matrimonio con Alejandra Cox Anwandter, con quien tiene tres hijos; viven en Los Ángeles, California.

### Edwards economista
Desde 1981 se ha dedicado a la docencia, primero como profesor asistente en el departamento de Economía, luego, como titular (1988), para finalmente pasar a ejercer, a partir de 1990, la cátedra Henry Ford II en la Anderson Graduate School of Management en UCLA. Además, fue economista jefe para América Latina y el Caribe del Banco Mundial (1993-1996) y desde 1981 es también investigador asociado del National Bureau of Economic Research (NBER).
Autor de más de 200 artículos académicos sobre economía internacional, macroeconomía y desarrollo económico, que han aparecido constantemente en importantes revistas especializadas —The American Economic Review, The Quarterly Journal of Economics, The International Economic Review, The Review of Economics and Statistics, The Journal of International Economics, The Journal of Monetary Economics, The Economic Journal, Oxford Economic Papers, Journal of Development Economics, del que fue coeeditor entre 1990 y 2001; The Journal of Money, Credit, and Banking, The European Economic Review, The Journal of Economic Literature, The Journal of Economic Perspectives—, muchos de los cuales han sido citados en importantes medios como The New York Times, Financial Times, Los Angeles Times, The Wall Street Journal y el semanario inglés The Economist.
Ha escrito o editado más de 20 libros sobre temas relacionados con la economía, dentro de los que destacan Monetarism and Liberalization: The Chilean Experiment (escrito junto con Alejandra Cox, 1987), Exchange Rate Misalignment in Developing Countries (1988), Real Exchange Rates, Devaluation and Adjustment: Exchange Rate Policy in Developing Countries (1989) y Crisis and Reform in Latin America: From Despair to Hope (1995). Dentro de sus últimos libros se cuentan Preventing Currency Crises in Emerging Markets (coeditado con Jeffrey A. Frankel, 2002), Growth, Institutions and Crises: Latin America from a Historic Perspective (2007), Capital Controls and Capital Flows in Emerging Economies: Policies, Practices, and Consequences (2007), Left Behind: Latin America and the False Promise of Populism (2010; traducido al español y publicado por la editorial Norma con el título de Populismo o Mercados: El Dilema de América Latina).
Su último libro académico es Toxic Aid: Economic Collapse and Recovery in Tanzania publicado en 2014 por Oxford University Press.  En 2016 publicó, por la University of Chicago Press, cuatro volúmenes coeditados sobre éxitos económicos en África. 
Edwards es también un asiduo columnista, cuyas opiniones han sido publicadas en importantes revistas y diarios alrededor del mundo (a los medios en inglés ya citados se suman Newsweek, Time, The Miami Herald y Project Syndicate; El País y La Vanguardia de España; La Nación y Clarín de Argentina; El Mercurio, La Tercera y la revista Capital.
Es asimismo consejero de la Transnational Research Corporation y copresidente del Inter American Seminar on Economics (IASE), miembro del consejo asesor del Instituto Kiel; ha sido miembro del Council of Economic Advisors del Gobernador de California Arnold Schwarzenegger y presidente de Latin American and Caribbean Economic Association (LACEA) durante el periodo 2002-2003 y profesor extraordinario del Departamento de Economía de la Escuela de Dirección y Negocios de la Universidad Austral, en Argentina (2000-2004).
Sebastián Edwards ha sido consultor de numerosas empresas e instituciones multilaterales —Banco Interamericano de Desarrollo (BID), Banco Mundial, Fondo Monetario Internacional (FMI), Agencia para el Desarrollo Internacional de Estados Unidos, OECD— y ha trabajado en esa calidad en numerosos países, incluyendo los siguientes: Argentina, Brasil, Bolivia, Chile, Colombia, Costa Rica, Egipto, Guatemala, Honduras, Indonesia, Corea, México, Marruecos, Nueva Zelanda, Nicaragua, Tanzania, y Venezuela. También ha sido testigo experto en variados litigios relacionados con activos financieros, transacciones financieras intencionales, sistemas impositivos internacionales e inversión extranjera directa.

### Edwards novelista y escritor de memorias
Sebastián Edwards es un escritor tardío: publicó su primera novela, El misterio de las Tanias, pasados los cincuenta, en 2007. Thriller de espionaje, el libro especula sobre la reactivación de un grupo de espías cubanas compuesto por mujeres atractivas, adineradas e influyentes que serían la llave de acceso al mítico tesoro de los guerrilleros argentinos Montoneros. A semejanza de la famosa espía germano-argentina Tamara Bunke (alias Tania), ellas habrían sido reclutadas años atrás por los servicios secretos de su país como agentes de la Revolución. La novela fue un éxito editorial en Chile, donde permaneció por casi 30 semanas en los rankings de libros más vendidos, y ha tenido buena acogida entre intelecuales: el periodista Andrés Oppenheimer dijo que era "una novela excelente", mientras que el mexicano Jorge Castañeda sostiene que está "muy bien lograda en términos de suspenso, de la trama, de la historia"; para el peruano Álvaro Vargas Llosa la novela es "refrescante y sorprendente" y el escritor de policiacas chileno Roberto Ampuero ha comentado que "El misterio de las Tanias expande los límites de nuestra novela policial y de espionaje y cabalga por sus territorios sin complejos".
En mayo de 2011 salió su segunda novela, Un día perfecto (en La otra orilla, de Editorial Norma), libro en el que se narran dos historias paralelas, desarrolladas íntegramente durante un solo día: el 10 de junio de 1962. La primera historia es un triángulo amoroso, donde dos antiguos rivales luchan por el amor de una mujer casada. La segunda transcurre en el contexto de la guerra fría y trata de la misteriosa desaparición de Lev Yashin, el famoso arquero soviético conocido como la Araña Negra. Las dos historias funcionan como un espejo, reflejándose la una en la otra, capturando una serie de dilemas existenciales, psicológicos y afectivos que, en definitiva, pueden cambiar la vida de las personas. La novela fue muy bien recibida en los distintos países latinoamericanos. A poco de publicarse en Chile, Un día perfecto entró en las listas de los libros más vendidos, en las que se mantuvo durante varias semanas.
En junio de 2016 Edwards publicó el volumen de memorias Conversación Interrumpida: Memorias con Ediciones UDP, el que estuvo durante varias semanas en la lista de los más vendidos en Chile. Sobre este libro se ha dicho:
- “En estas memorias Sebastián Edwards despierta, a fuerza de sinceridad, una genuina empatía en el lector… Conviene leerlas, sin vacilar”. Las Últimas Noticias (7 de julio de 2016).

- “Brillantemente escrita… [T]iene descripciones geniales de la locura que vivió el país en el periodo de Allende y de los horrores en los primeros años de la dictadura…  [E]l texto logra sus mejores momentos cuando Edwards habla de la relación con su padre… [E]s un manjar para los que quieran psicoanalizar a Edwards.” El Líbero (29 de julio de 2016)

### Premios y reconocimientos
Sebastián Edwards fue el primer presidente elegido del Latin American and Caribbean Economic Association LACEA.  Es miembro del Consejo Asesor Científico del Kiel Institute, Kiel, Alemania. Fue miembro del Consejo de Asesores Económicos del gobernador de California Arnold Schwarzenegger. También es miembro del Consejo del Centro de Estudios Públicos, de Santiago de Chile.
Sebastián Edwards ha ganado varios premios, incluyendo el Premio Yver, otorgado por la Pontificia Universidad Católica de Chile, y el Carlos Díaz-Alejandro Prize entregado cada dos años por el Latin American and Caribbean Economic Association LACEA a un académico internacional por sus contribuciones al entendimiento de las economías latinoamericanas.